# Club Deportivo Manchego
El Club Deportivo Manchego fue un club de fútbol de Ciudad Real (España) fundado en 1929 y desaparecido en agosto del año 2000. En la actualidad el Club Deportivo Manchego Ciudad Real es considerado su continuador.

## Desarrollo histórico
Fue fundado el 22 de abril de 1929 y se federó en diciembre del mismo año, jugando la Copa de España de Aficionados en el año 1930 contra el Real Madrid amateur.
En la temporada 1930-31 juega por primera vez el campeonato de liga en la Segunda Regional, proclamándose subcampeón y jugando por el ascenso, sin conseguirlo. El jugador más destacado fue el guardameta Salvador Pacheco, que poco después ficharía por el Castilla y posteriormente jugaría en Primera División con el Atlético de Madrid y el Real Madrid. En la 1931-32 se proclama campeón de su grupo, pero tampoco consigue el ascenso. Ejerce como entrenador-jugador Mauri, antiguo delantero del R.C.D. Español. A partir de aquí, el club entra en crisis, disputando en la 1932-33 un torneo no federado que desemboca en la disolución del club, aunque se sabe que posteriormente jugó algún partido amistoso, como en diciembre de 1935.
Para la temporada 1943-44 el Manchego renace de sus cenizas y queda encuadrado en la Tercera División, que mantendría hasta la temporada 1969-70, cuando desciende pese a quedar en el puesto 13º al reducirse la categoría a 4 grupos. El mayor éxito en este periodo fue proclamarse campeón en la temporada 1959-60, jugando fase de ascenso a Segunda División en la 1957-58, 1959-60 y 1961-62 sin éxito.
Tras siete temporadas en Primera Regional, consigue el retorno a la Tercera División en la 1976-77 gracias a una nueva reestructuración del fútbol español. En esta etapa, juega fase de ascenso a la Segunda División B en las temporadas 1982-83 y 1983-84, de nuevo sin éxito. A partir de aquí el club vive años difíciles que se agravan con el descenso a Primera Regional en la temporada 1987-88.
El resurgir del Deportivo Manchego viene en la 1991-92, con una gran temporada del equipo que logra el ascenso a Tercera División y cuyo gran juego atrae de nuevo a las aficionados mancheguistas a las gradas del Polideportivo Príncipe Juan Carlos. Al año siguiente se juega la fase de ascenso a Segunda B sin éxito, pero en la 1993-94 se proclama campeón tras 34 años, jugando la fase de ascenso, que por fin logra con una agónica victoria en Mérida.
La temporada 1994-95 es la primera en Segunda División B y al mismo tiempo, la peor de la historia, con un puesto 20º y último que devuelve al club a Tercera División.
Con nuevos bríos, la temporada 1995-96 devolverá al equipo a la senda de los éxitos. Se confecciona una gran plantilla, en la que destacan los jóvenes hermanos Iván Helguera y Luis Helguera, que logra un nuevo ascenso a Segunda B. Continúan los éxitos en la 1996-97, cuando se logra volver a jugar una fase de ascenso a Segunda A 35 años después, quedando encuadrado con el Numancia, el Recreativo de Huelva y el Gimnástic de Tarragona, aunque no se consigue.
Las temporadas 1997-98, 1998-99 y 1999-2000 en Segunda B son tranquilas en lo deportivo, pero en el aspecto económico se genera una deuda que lleva al club a una situación crítica. El 31 de julio de 2000, con la plantilla ya formada y haciendo la pretemporada, las deudas impagadas a la AFE hacen que la Federación determine el descenso administrativo a Tercera División, categoría en la que la junta directiva decide, sin contar con los socios, no inscribir al equipo. Sin embargo, el 9 de agosto se celebra una asamblea de socios para disolver el club, pero lo que se acuerda por unanimidad es continuar en Tercera División. Lamentablemente, ya es tarde y la Federación de Fútbol de Castilla-La Mancha no accede a la petición, lo que supone la desaparición del club el 18 de agosto de 2000.
Así, con una junta directiva negligente, unas instituciones públicas que dejaron al club abandonado a su suerte y una postura inflexible de la Federación, el Club Deportivo Manchego desaparece.

## El  mancheguismo tras la desaparición
Días más tarde de la desaparición del Club Deportivo Manchego nació el Manchego Club de Fútbol, que en su primera temporada logró ascender a Primera División Autonómica permaneciendo en ella dos campañas hasta conseguir el ansiado ascenso a Tercera División. Su última temporada fue la 2008-09, cuando quedó en tercer lugar de la tabla clasificatoria, lo que le permitió disputar la fase de ascenso a 2ªB, ascenso que no consiguió y tras la que el club desapareció.
Tras esto, un grupo de aficionados mancheguistas crea el Club Deportivo Ciudad Real, manteniendo los mismos colores característicos del Manchego, fundado en ese mismo verano del 2009. Comienza la competición en la temporada 2009-10 en Segunda Autonómica y debuta en Tercera División la temporada 2012-13 tras tres ascensos consecutivos, todos ellos como campeón. En asamblea de socios celebrada en julio de 2015 se acuerda cambiar su nombre a Club Deportivo Manchego Ciudad Real, aunque la Federación no autorizó el cambio hasta el 8 de julio de 2016, compitiendo con este nombre en la Tercera División desde entonces.

## Peñas
La afición del C.D. Manchego no estuvo normalmente organizada en peñas importantes, aunque existieron algunas como El Córner y Los Hidalgos.
En la década de los 90, con los ascensos a la Segunda División B, se organizan varias peñas que tuvieron trascendencia local y en los medios.
La primera de ellas fue la de los Ultras Azules, los cuales estuvieron con el equipo en sus ascensos a Tercera División, y primer ascenso a Segunda B. Después de unas discrepancias con la directiva del momento, esta peña desapareció.
En el primer año en la Segunda B, se creó la peña Komandos Azules que animaron durante esa primera temporada en la tercera categoría del fútbol español, siendo famoso su choque con aficionados del Cádiz en el partido que se jugó en el entonces Príncipe Juan Carlos. Esta peña fue de duración efímera. Tras el descenso del equipo esa misma temporada a la Tercera División, se creó el célebre Frente Azul.
El Frente Azul comenzó a animar en la grada de preferencia en la temporada 95/96 en 3ª División y durante las 96/97 y 97/98 en Segunda B. Ha sido la peña más recordada del Manchego por número de miembros (llegó a agrupar a cerca de 100 personas, en su gran mayoría jóvenes) y por los tifos que realizaba y que nunca antes se habían visto en el vetusto Príncipe Juan Carlos. Los inicios de esta peña fueron difíciles. Los recursos económicos eran escasos. Aun así, realizaron varios desplazamientos para animar al equipo, como Daimiel, Valdepeñas, Puertollano, Tomelloso, y Piedrabuena. También hubo representación de esta peña en la fase de ascenso a 2ªB en Navalmoral de la Mata y San Fernando.

## Datos por temporada
| Temporada | División      | Categoría | Puesto | Puntos | J  | G  | E  | P  | GF | GC |
| --------- | ------------- | --------- | ------ | ------ | -- | -- | -- | -- | -- | -- |
| 1943-44   | 3ª División   | 3ª        | 9º/10  | 12     | 18 | 6  | 0  | 12 | 28 | 51 |
| 1944-45   | 3ª División   | 3ª        | 3º/10  | 20     | 18 | 7  | 6  | 5  | 38 | 30 |
| 1945-46   | 3ª División   | 3ª        | 4º/10  | 18     | 18 | 5  | 8  | 5  | 32 | 38 |
| 1946-47   | 3ª División   | 3ª        | 7º/10  | 15     | 18 | 6  | 3  | 9  | 37 | 57 |
| 1947-48   | 3ª División   | 3ª        | 12º/14 | 19     | 26 | 8  | 3  | 15 | 33 | 60 |
| 1948-49   | 3ª División   | 3ª        | 12º/14 | 18     | 26 | 6  | 6  | 14 | 37 | 58 |
| 1949-50   | 3ª División   | 3ª        | 4º/18  | 39     | 34 | 18 | 3  | 13 | 73 | 56 |
| 1950-51   | 3ª División   | 3ª        | 4º/16  | 35     | 30 | 15 | 5  | 10 | 56 | 45 |
| 1951-52   | 3ª División   | 3ª        | 3º/16  | 38     | 30 | 16 | 6  | 8  | 60 | 34 |
| 1952-53   | 3ª División   | 3ª        | 4º/14  | 30     | 26 | 14 | 2  | 10 | 73 | 44 |
| 1953-54   | 3ª División   | 3ª        | 8º/18  | 34     | 34 | 13 | 8  | 13 | 80 | 53 |
| 1954-55   | 3ª División   | 3ª        | 3º/10  | 25     | 18 | 12 | 1  | 5  | 54 | 23 |
| 1955-56   | 3ª División   | 3ª        | 5º/10  | 22     | 18 | 11 | 0  | 7  | 42 | 26 |
| 1956-57   | 3ª División   | 3ª        | 3º/18  | 46     | 34 | 20 | 6  | 8  | 79 | 49 |
| 1957-58   | 3ª División   | 3ª        | 2º/20  | 53     | 38 | 23 | 7  | 8  | 87 | 50 |
| 1958-59   | 3ª División   | 3ª        | 4º/16  | 34     | 30 | 15 | 4  | 11 | 62 | 56 |
| 1959-60   | 3ª División   | 3ª        | 1º/16  | 45     | 30 | 19 | 7  | 4  | 71 | 32 |
| 1960-61   | 3ª División   | 3ª        | 8º/17  | 33     | 32 | 15 | 3  | 14 | 57 | 51 |
| 1961-62   | 3ª División   | 3ª        | 2º/16  | 48     | 30 | 21 | 6  | 3  | 71 | 21 |
| 1962-63   | 3ª División   | 3ª        | 11º/16 | 25     | 30 | 10 | 5  | 15 | 38 | 46 |
| 1963-64   | 3ª División   | 3ª        | 7º/15  | 28     | 28 | 10 | 8  | 10 | 38 | 39 |
| 1964-65   | 3ª División   | 3ª        | 7º/16  | 33     | 30 | 12 | 9  | 9  | 50 | 37 |
| 1965-66   | 3ª División   | 3ª        | 3º/15  | 39     | 28 | 17 | 5  | 6  | 52 | 23 |
| 1966-67   | 3ª División   | 3ª        | 4º/18  | 43     | 34 | 19 | 5  | 10 | 82 | 38 |
| 1967-68   | 3ª División   | 3ª        | 6º/18  | 41     | 34 | 17 | 7  | 10 | 42 | 37 |
| 1968-69   | 3ª División   | 3ª        | 10º/20 | 38     | 38 | 14 | 10 | 14 | 46 | 56 |
| 1969-70   | 3ª División   | 3ª        | 13º/20 | 37     | 38 | 12 | 13 | 13 | 50 | 43 |
| 1970-71   | 1ª Regional   | 4ª        | 3º/20  | 51     | 38 | 22 | 7  | 9  | 93 | 46 |
| 1971-72   | 1ª Regional   | 4ª        | 4º/19  | 47     | 36 | 22 | 3  | 11 | 82 | 50 |
| 1972-73   | 1ª Regional   | 4ª        | 4º/20  | 54     | 38 | 26 | 2  | 10 | 97 | 42 |
| 1973-74   | 1ª Regional   | 4ª        | 5º/10  | 19     | 18 | 7  | 5  | 6  | 21 | 17 |
| 1974-75   | 1ª Regional   | 4ª        | 2º/18  | 51     | 34 | 23 | 5  | 6  | 65 | 19 |
| 1975-76   | 1ª Regional   | 4ª        | 8º/17  | 37     | 32 | 17 | 3  | 12 | 40 | 32 |
| 1976-77   | 1ª Regional   | 4ª        | 7º/18  | 40     | 34 | 16 | 8  | 10 | 48 | 37 |
| 1977-78   | 3ª División   | 4ª        | 3º/20  | 45     | 38 | 16 | 13 | 9  | 51 | 36 |
| 1978-79   | 3ª División   | 4ª        | 14º/20 | 34     | 38 | 11 | 12 | 15 | 42 | 39 |
| 1979-80   | 3ª División   | 4ª        | 4º/20  | 47     | 38 | 18 | 11 | 9  | 47 | 28 |
| 1980-81   | 3ª División   | 4ª        | 3º/20  | 47     | 38 | 18 | 11 | 9  | 69 | 34 |
| 1981-82   | 3ª División   | 4ª        | 3º/20  | 46     | 38 | 16 | 14 | 8  | 59 | 41 |
| 1982-83   | 3ª División   | 4ª        | 2º/20  | 52     | 38 | 19 | 14 | 5  | 65 | 30 |
| 1983-84   | 3ª División   | 4ª        | 3º/20  | 52     | 38 | 20 | 12 | 6  | 60 | 36 |
| 1984-85   | 3ª División   | 4ª        | 15º/20 | 34     | 38 | 11 | 12 | 15 | 40 | 45 |
| 1985-86   | 3ª División   | 4ª        | 11º/20 | 36     | 38 | 12 | 12 | 14 | 58 | 58 |
| 1986-87   | 3ª División   | 4ª        | 13º/20 | 35     | 38 | 12 | 11 | 15 | 44 | 56 |
| 1987-88   | 3ª División   | 4ª        | 18º/20 | 23     | 38 | 6  | 11 | 21 | 32 | 70 |
| 1988-89   | 1ª Regional   | 5ª        | 9º/20  | 44     | 38 | 17 | 10 | 11 | 57 | 39 |
| 1989-90   | 1ª Regional   | 5ª        | 7º/18  | 37     | 34 | 15 | 7  | 12 | 48 | 48 |
| 1990-91   | 1ª Regional   | 5ª        | 13º/18 | 31     | 34 | 9  | 13 | 12 | 39 | 45 |
| 1991-92   | 1ª Regional   | 5ª        | 1º/18  | 55     | 34 | 24 | 7  | 3  | 83 | 25 |
| 1992-93   | 3ª División   | 4ª        | 3º/20  | 56     | 38 | 25 | 6  | 7  | 62 | 24 |
| 1993-94   | 3ª División   | 4ª        | 1º/20  | 56     | 38 | 24 | 8  | 6  | 68 | 26 |
| 1994-95   | 2ª División B | 3ª        | 20º/20 | 18     | 38 | 3  | 12 | 23 | 16 | 61 |
| 1995-96   | 3ª División   | 4ª        | 2º/20  | 82     | 38 | 24 | 10 | 4  | 66 | 17 |
| 1996-97   | 2ª División B | 3ª        | 3º/20  | 66     | 38 | 18 | 12 | 8  | 52 | 36 |
| 1997-98   | 2ª División B | 3ª        | 10º/20 | 47     | 38 | 11 | 14 | 13 | 34 | 32 |
| 1998-99   | 2ª División B | 3ª        | 13º/20 | 48     | 38 | 13 | 9  | 16 | 32 | 32 |
| 1999-00   | 2ª División B | 3ª        | 11º/20 | 49     | 38 | 11 | 16 | 11 | 41 | 41 |

## Trofeos amistosos
- Trofeo Puerta de Toledo: (15) 1977, 1978, 1979, 1980, 1981, 1985, 1986, 1987, 1991, 1992, 1993, 1994, 1995, 1997, 1998, 1999
- Trofeo Feria de Ciudad Real: (5) 1980, 1982, 1983, 1984, 1985
- Trofeo Rosa del Azafrán: (1) 1975
- Trofeo Ciudad de Tomelloso: (1) 1999
- Trofeo de la Uva y el Vino: (1) 1972

## Historial de estadios
A continuación se muestran los estadios donde jugó el Club Deportivo Manchego:
- Campo de la Puerta de Granada (1929-1939)
- Campo del Regimiento de Artillería (1939-1943)
- Campo de la Puerta de Granada (1943-1947)
- Campo de la Puerta de Santa María (1947-1971)
- Polideportivo Príncipe Juan Carlos (1971- 2000)

## Temporadas
- Temporadas en Primera División: 0
- Temporadas en Segunda División: 0
- Temporadas en Segunda División B: 5
- Temporadas en Tercera División (como tercera categoría): 27
- Temporadas en Tercera División (como cuarta categoría): 14